# Stary Żelibórz
Stary Żelibórz [ˈstarɨ ʐɛˈlibuʂ] (trước đây là Sellberg của Đức) là một ngôi làng thuộc khu hành chính của Gmina Polanów, thuộc quận Koszalin, West Pomeranian Voivodeship, ở phía tây bắc Ba Lan. Nó nằm khoảng 7 kilômét (4 mi) phía đông nam Polanów, 42 km (26 mi) phía đông Koszalin và 163 km (101 mi) về phía đông bắc của thủ đô khu vực Szczecin.
Trước năm 1945, khu vực này là một phần của Đức. Đối với lịch sử của khu vực, xem Lịch sử của Pomerania.